# Tintin i Tibet
Tintin i Tibet, fransk originaltitel: Tintin au Tibet, är det tjugonde i en serie klassiska seriealbum, skrivna och illustrerade av den belgiske serietecknaren Hergé, vars huvudperson är den unge reportern Tintin.

## Utgivning och stil
Tintin i Tibet publicerades första gången som seriealbum på franska 1960, efter att serierna följetongpublicerats 17 september 1958–25 november 1959. 1969 kom albumet första gången i svensk översättning, som Illustrationsförlagets Tintin-album nummer 9.
Albumet anses vara ett av Hergés mest personliga och är på många vis olikt de andra albumen i det att Tintin inte kämpar mot någon yttre antagonist utan mer brottas med inre betänkligheter. Dupondtarna förekommer heller inte i albumet och Professor Kalkyl är med endast i inledningen, vilket ger utrymme för en mer allvarlig sida i berättandet.

## Synopsis
Haddock, Kalkyl och Tintin är på semester i den fiktiva orten Vargése i de franska Alperna. Under ett lugnt parti schack på hotellet somnar Tintin och drömmer att hans vän Tchang Tchong-Jen, från det tidigare äventyret Blå Lotus, behöver hjälp. När han sedan läser i en tidning att ett flygplan störtat över Tibet misstänker han att Tchang är i fara. Tintin bestämmer sig för att resa till Tibet, trots att Kapten Haddock försöker övertyga honom hur orealistisk en sådan expedition skulle vara. När Tintin envisas följer Haddock motvilligt med sin vän på resan.
Vännerna tar sig till Nepal via Indien. I Nepal tar sig Tintin och Haddock med hjälp av en sherpa, Tharkey, till flygplansvraket i de snötäckta delarna av Tibet. Där finns inga spår, förutom en gul halsduk högt uppe på en klippavsats. Mot sherpans inrådan klättrar Tintin dit upp, och han hittar också rester efter en måltid och Tchangs namn inristat i bergväggen, bevis på att Tchang varit där.
Äventyret leder dem även till Lamaklostret Khor-Biyong, där de får en möjlighet att vila upp sig.

## Övrigt
- Det här albumet brukar hållas som ett av Hergés mest personliga album, bland annat med tanke på Tchangs återkomst, men även historien i sig, som vacklar mellan alkoholdrömmar och mysticism.
- Tintin i Tibet skiljer sig från tidigare Tintin-äventyr genom att det inte förekommer några skurkar, biljakter, vapen, stulna ritningar, actionsekvenser och dylikt.